# Hiệp ước Helsinki

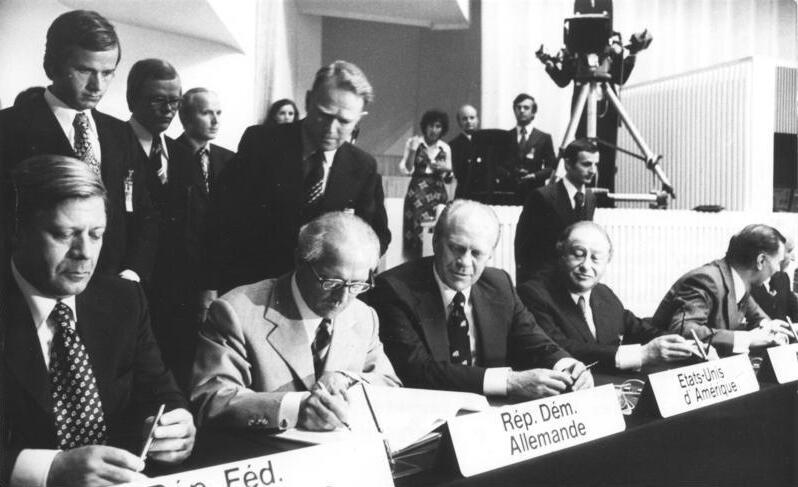
Thủ tướng Cộng hòa Liên bang Đức (Tây Đức) Helmut Schmidt, Chủ tịch Hội đồng Nhà nước Cộng hòa Dân chủ Đức (Đông Đức) Erich Honecker, Tổng thống Hoa Kỳ Gerald Ford và Thủ tướng Áo Bruno Kreisky

Hiệp định Helsinki hay Đạo luật Helsinki, Tuyên bố Helsinki (tiếng Phần Lan: Helsingin päätösasiakirja, tiếng Thụy Điển: Helsingsforsdeklarationen) là hành động cuối cùng của Hội nghị về an ninh và hợp tác ở châu Âu được tổ chức tại Tòa nhà Finlandia của Helsinki, Phần Lan, trong tháng 7 và 1 tháng 8 năm 1975. Ba mươi lăm quốc gia, bao gồm Hoa Kỳ, Canada, và tất cả các quốc gia châu Âu, ngoại trừ Albania và Andorra đã ký tuyên bố trong một nỗ lực cải thiện quan hệ giữa Cộng sản và phương Tây. Tuy nhiên, Hiệp ước Helsinki không bị ràng buộc vì nó không có tư cách hiệp ước.

## Điều khoản
"Tuyên bố về nguyên tắc hướng dẫn nguyên tắc của các hiệp hội giữa các nước tham gia" của Hiệp ước Helsinki (còn được gọi là "The Decalogue")
liệt kê 10 điểm sau:
1. Bình đẳng chủ quyền, tôn trọng các quyền vốn có trong chủ quyền
2. Không bị đe dọa hoặc sử dụng vũ lực
3. Bất khả xâm phạm các biên giới
4. Toàn vẹn lãnh thổ của các quốc gia
5. Giải quyết tranh chấp hòa bình
6. Không can thiệp vào công việc nội bộ
7. Tôn trọng quyền con người và quyền tự do cơ bản, bao gồm tự do tư tưởng, lương tâm, tôn giáo hoặc niềm tin
8. Quyền bình đẳng và quyền tự quyết của người
9. Hợp tác giữa các quốc gia
10. Thực hiện tốt đức tin nghĩa vụ theo luật pháp quốc tế

## Các quốc gia ký kết
- Áo
- Bỉ
- Bulgaria
- Canada
- Síp
- Tiệp Khắc
- Đan Mạch
- Đông Đức
- Phần Lan
- Pháp
- Hy Lạp
- Vatican
- Hungary
- Iceland
- Ireland
- Ý
- Liechtenstein
- Luxembourg
- Malta
- Monaco
- Hà Lan
- Na Uy
- Ba Lan
- Bồ Đào Nha
- Romania
- San Marino
- Liên Xô
- Tây Ban Nha
- Thụy Điển
- Thụy Sĩ
- Thổ Nhĩ Kỳ
- Vương quốc Anh
- Hoa Kỳ
- Tây Đức
- Nam Tư

## Các nguyên thủ quốc gia và người đứng đầu chính phủ ký kết
- Helmut Schmidt, Thủ tướng Cộng hòa Liên bang Đức
- Erich Honecker, Chủ tịch Hội đồng Nhà nước Cộng hòa Dân chủ Đức
- Bruno Kreisky, Thủ tướng Áo
- Leo Tindemans, Thủ tướng Bỉ
- Todor Zhivkov, Chủ tịch Hội đồng Nhà nước Bulgaria
- Pierre Trudeau, Thủ tướng Canada
- Makarios III, Tổng thống Síp
- Anker Jørgensen, Thủ tướng Đan Mạch
- Carlos Arias Navarro, Thủ tướng Tây Ban Nha
- Urho Kekkonen, Tổng thống Phần Lan
- Valéry Giscard d'Estaing, Tổng thống Pháp và Đồng hoàng tử của Andorra
- Gerald Ford, Tổng thống Hoa Kỳ
- Harold Wilson, Thủ tướng Vương quốc Anh
- Konstantinos Karamanlis, Thủ tướng Hy Lạp
- János Kádár, Tổng thư ký của Đảng Xã hội Công nhân Hungary
- Liam Cosgrave, Taoiseach của Ireland
- Geir Hallgrímsson, Thủ tướng Iceland
- Aldo Moro, Thủ tướng Ý
- Walter Kieber, Thủ tướng Liechtenstein
- Gaston Thorn, Thủ tướng Luxembourg
- Dom Mintoff, Thủ tướng Malta
- André Saint-Mleux, Bộ trưởng Ngoại giao Monaco
- Trygve Bratteli, Thủ tướng Na Uy
- Joop den Uyl, Thủ tướng Hà Lan
- Edward Gierek, Bí thư thứ nhất của Đảng Công nhân Ba Lan
- Francisco da Costa Gomes, Tổng thống Bồ Đào Nha
- Nicolae Ceauşescu, Tổng thống Romania
- Gian Luigi Berti, Thuyền trưởng Regent of San Marino
- Agostino Casaroli, Hồng y Ngoại trưởng
- Olof Palme, Thủ tướng Thụy Điển
- Pierre Graber, Chủ tịch Liên bang Thụy Sĩ
- Gustáv Husák, Chủ tịch Tiệp Khắc
- Süleyman Demirel, Thủ tướng Thổ Nhĩ Kỳ
- Leonid Brezhnev, Tổng thư ký Đảng Cộng sản Liên Xô
- Josip Broz Tito, Tổng thống Nam Tư

### Tổ chức quốc tế
- Kurt Waldheim, Tổng thư ký Liên Hợp Quốc

### Vắng mặt
- Joan Martí Alanis, Đồng hoàng tử của Andorra và Giám mục Urgell
- Mehmet Shehu, Chủ tịch Hội đồng Bộ trưởng Cộng hòa Nhân dân Xã hội Albania